# Anatopynia confluens
Anatopynia confluens är en tvåvingeart som beskrevs av Edwards 1931. Anatopynia confluens ingår i släktet Anatopynia och familjen fjädermyggor. Inga underarter finns listade i Catalogue of Life.